# Барашек Шон (мультфильм)
«Бара́шек Шон» (англ. Shaun the Sheep Movie) — британский полнометражный мультфильм студии «Aardman Animations» о барашке Шоне, герое одноимённого мультсериала. Также является спин-оффом другой серии фильмов Aardman «Уоллес и Громит», где впервые был задействован персонаж Шона. Мультфильм создан с помощью соединения пластилиновой и компьютерной анимации, занимает 8 место в списке самых кассовых кукольных мультфильмов. Мировая премьера картины состоялась 24 января 2015 года на международном кинофестивале «Сандэнс» в США, премьера в России — 26 марта 2015 года.
Музыку для мультфильма написал английский кинокомпозитор Илан Эшкери.

## Сюжет
Шон, озорной Барашек, живущий со своим стадом на ферме Мосси Боттом, Шону очень наскучила рутинная жизнь на ферме. Он придумал план как провести выходной, обманом заставляя фермера снова заснуть, неоднократно пересчитывая своих овец. Однако автодом, в котором они уложили фермера спать, случайно откатился, увезя Фермера в город. Битцер, собака фермера, преследует его. Фермер получает удар по голове и попадает в больницу, где ему диагностируют амнезию. Уходя, он заходит в парикмахерскую и, руководствуясь смутными воспоминаниями о стрижке овец, стрижет волосы знаменитости. Знаменитости нравится результат, а фермер приобретает популярность как парикмахер по прозвищу «Мистер Икс».
Тем временем жизнь овец невозможна без фермера, поэтому Шон пробирается в автобус, идущий в город; к его удивлению, остальная стая последовала за ним на другом автобусе. Они маскируются под людей и начинают искать фермера, но Шона ловит Трампер, подлый работник службы контроля за животными. Шон воссоединяется с Битцером в камере для животных, и с помощью бездомной собаки по имени Слип им удается сбежать, заключив Трампера в тюрьму. Они находят фермера, но он, к их ужасу, их не узнает.
Шон, Битцер и все остальные укрываются в темном переулке, когда обнаруживают признаки амнезии фермера, поднимая им настроение. Они разрабатывают план, который включает в себя снова усыпить фермера и вернуть его в трейлер на пантомимной лошади. Затем на них нападает Трампер с электрошокером, который тянет их по переулку.
На ферме группа прячется в сарае. Трампер, теперь пользующийся фермерским трактором, пытается столкнуть сарай в ближайший каменоломня. Фермер просыпается, восстанавливает память, и Трампер терпит поражение благодаря командной работе и быку, который запускает Трампера в воздух, заставляя его пролететь над ближайшим каменоломней и приземлиться лицом в кучу грязи. Слип уходит, но её усыновляет водитель автобуса, который находит её на дороге. Фермер и животные вновь начинают ценить друг друга, и на следующий день фермер отменяет рутинные дела и устраивает официальный выходной. В эпилогах показано, что служба по контролю за животными превращается в центр защиты животных, а Трампер находит работу в костюме курицы для продвижения ресторана. В середине титров Фермер видит новостной репортаж, в котором подробно описывается хаос, который он проспал во время спасения из города, к большому шоку его самого и животных.

## Роли озвучивали
- Джастин Флетчер — барашек Шон, Тимми
- Джон Спаркс — Фермер, Пёс Битцер
- Ричард Веббер — Ширли
- Омид Джалили — Трампер[8]
- Кейт Харбор — Мать Тимми, Мерил
- Тим Хэндс — Слип
- Саймон Гринхолл — близнецы
- Энди Найман — Натс
- Эмма Тейт — Хейзел
- Джек Полсон — знаменитость с плохими волосами
- Шон Коннолли — Мэтр Д, гольфист, стилисты, лошадь Панто, пациенты госпиталя
- Генри Бёртон — детский врач, посетитель приюта для животных
- Ник Парк — в роли себя

## Производство
В январе 2011 года BBC сообщила, что студия «Aardman» начала работу над полнометражным мультфильмом о барашке Шоне, который должен был выйти в 2013/2014 гг. В апреле 2013 года было сообщено, что режиссёрами и сценаристами фильма будут Ричард Старзак и Марк Бёртон (известные по мультфильму «Мадагаскар»), а также, что фильм будет профинансирован французской компанией StudioCanal. Съёмки начались 30 января 2014 года. Спустя два месяца, 3 апреля 2014 года состоялась премьера постера и тизер-трейлера. В широкий прокат картина вышла 6 февраля 2015. В этот день она стартовала в Великобритании, Ирландии, Финляндии и других европейских странах.

## Критика
Фильм был высоко оценён российскими и международными кинокритиками, получив всеобщее признание. На сайте Rotten Tomatoes было дано 99 % положительных обзоров от 153 критиков, со средней оценкой 8,1 из 10. На Metacritic фильм имеет 81 балл из 100 на основе рецензий 30 кинокритиков. Российские критики также дали фильму только положительные рецензии:

Плоская и шаблонная, но зато смешная и обаятельная анимационная комедия о приключениях фермера и его животных в большом городе.
— Борис Иванов, Empire